# (114) Kassandra
(114) Kassandra ist ein Asteroid des mittleren Hauptgürtels, der am 23. Juli 1871 vom deutsch-US-amerikanischen Astronomen Christian Heinrich Friedrich Peters am Litchfield Observatory in New York entdeckt wurde.
Der Asteroid wurde benannt nach Kassandra, einer der zwölf Töchter des Priamos und der Hekabe von Troja. Als Zwillingsschwester von Helenos hatte sie fünfzig Brüder. Sie war die schönste der Töchter des Priamos und wurde von vielen Prinzen umworben. Apollon liebte sie und versprach ihr, ihr alles zu geben, was sie sich wünschte, wenn sie seine Leidenschaft befriedigte. Sie bat um die Gabe der Prophezeiung, aber sobald sie die Gabe erhielt, weigerte sie sich, den Handel einzuhalten. Apollon konnte ihr die Gabe der Prophezeiung, die er ihr gewährt hatte, nicht entziehen, aber er benetzte ihre Lippen mit seiner Zunge und bewirkte so einen Fluch: Sie würde zwar in der Lage sein, die Zukunft vorherzusagen, aber man würde ihren Prophezeiungen nie Glauben schenken. Ihr Name ist zum Synonym für Unheilspropheten geworden, deren Warnungen zu spät beachtet werden.

## Wissenschaftliche Auswertung
Aus Ergebnissen der IRAS Minor Planet Survey (IMPS) wurden 1992 Angaben zu Durchmesser und Albedo für zahlreiche Asteroiden abgeleitet, darunter auch (114) Kassandra, für die damals Werte von 99,7 km bzw. 0,09 erhalten wurden. Radarastronomische Untersuchungen am Arecibo-Observatorium vom 26. bis 30. März 2001 bei 2,38 GHz ergaben einen effektiven Durchmesser von 100 ± 14 km. Eine Auswertung von Beobachtungen durch das Projekt NEOWISE im nahen Infrarot führte 2011 zu vorläufigen Werten für den Durchmesser und die Albedo im sichtbaren Bereich von 100,0 km bzw. 0,09. Ein Vergleich von Daten, die von 1978 bis 2011 an der Sternwarte Ondřejov in Tschechien und am Table Mountain Observatory in Kalifornien gesammelt wurden, mit den Daten von NEOWISE führte 2012 zu Werten für den Durchmesser und die Albedo von 94,2 km bzw. 0,10. Nach neuen Messungen mit NEOWISE wurden die Werte 2014 auf 99,2 km bzw. 0,09 geändert. Nach der Reaktivierung von NEOWISE im Jahr 2013 und Registrierung neuer Daten wurden 2016 Werte von 96,8 km bzw. 0,10 genannt, diese Angaben beinhalten aber hohe Unsicherheiten.
Photometrische Beobachtungen von (114) Kassandra fanden erstmals statt am 24. und 25. März 1979 sowie am 5. Juli 1980 am Table Mountain Observatory in Kalifornien. Die Messungen lieferten keine schlüssigen Ergebnisse, es wurde daher nur auf eine mögliche Rotationsperiode des Asteroiden von etwa 20 h mit einer großen Unsicherheit geschlossen. Auch weitere Beobachtungen am 21. und 25. September 1981 am Lowell-Observatorium in Arizona lieferten nur eine lückenhafte Lichtkurve. Dagegen führten neue Messungen vom 22. bis 26. April 1988 an der Außenstelle „El Leoncito“ des Felix-Aguilar-Observatoriums in Argentinien zu einer aufgezeichneten Lichtkurve, aus der auf eine Rotationsperiode von 10,758 h geschlossen werden konnte. Eine Periode mit der halben Dauer wurde dagegen als unwahrscheinlich angesehen. Zu dieser Rotationsperiode passten auch photometrische Beobachtungen vom 13. bis 18. Mai 1993 am La-Silla-Observatorium in Chile.
Aus archivierten Lichtkurven und weiteren Messungen, darunter eigene Messungen vom November und Dezember 2016 am BlueEye600-Observatorium in Tschechien, wurde für den Asteroiden eine Rotationsperiode von 10,74358 h bestimmt und ein Gestaltmodell des Asteroiden mit zwei alternativen Rotationsachsen für eine retrograde Rotation berechnet. Aus photometrischen Daten der Jahre 1979–2018 in Verbindung mit Daten von Gaia wurde dann in einer Untersuchung von 2020 mit dem Algorithmus Shaping Asteroids with Genetic Evolution (SAGE) ein neues Gestaltmodell für zwei Positionen der Rotationsachse mit retrograder Rotation und einer Rotationsperiode von 10,74355 h erstellt.
Zwischen 2012 und 2018 wurden mit der All-Sky Automated Survey for Supernovae (ASAS-SN) auch photometrische Daten von 20.000 Asteroiden aufgezeichnet. Auf mehr als 5000 davon konnte erfolgreich die Methode der konvexen Inversion angewendet werden, darunter auch (114) Kassandra, für die in einer Untersuchung von 2021 ein verbessertes dreidimensionales Gestaltmodell für zwei alternative Rotationsachsen mit retrograder Rotation und einer Periode von 10,7434 h berechnet wurde. Aus archivierten Daten des Asteroid Terrestrial-impact Last Alert System (ATLAS) aus dem Zeitraum 2015 bis 2018 konnte in einer Untersuchung von 2022 mit der Methode der konvexen Inversion eine Rotationsperiode von 10,7439 h berechnet werden.